# トゥルカナ・ボーイ
トゥルカナ・ボーイ（Turkana Boy）は、新生代第四紀更新世の時代に生息していたホモ・エルガステル（ホモ・エレクトス）の化石人骨。ナリオコトメ・ボーイ（Nariokotome Boy）とも呼ばれる。化石人骨としては稀少な、全身の骨格がほぼ揃った状態で発掘された例である。

## 発見

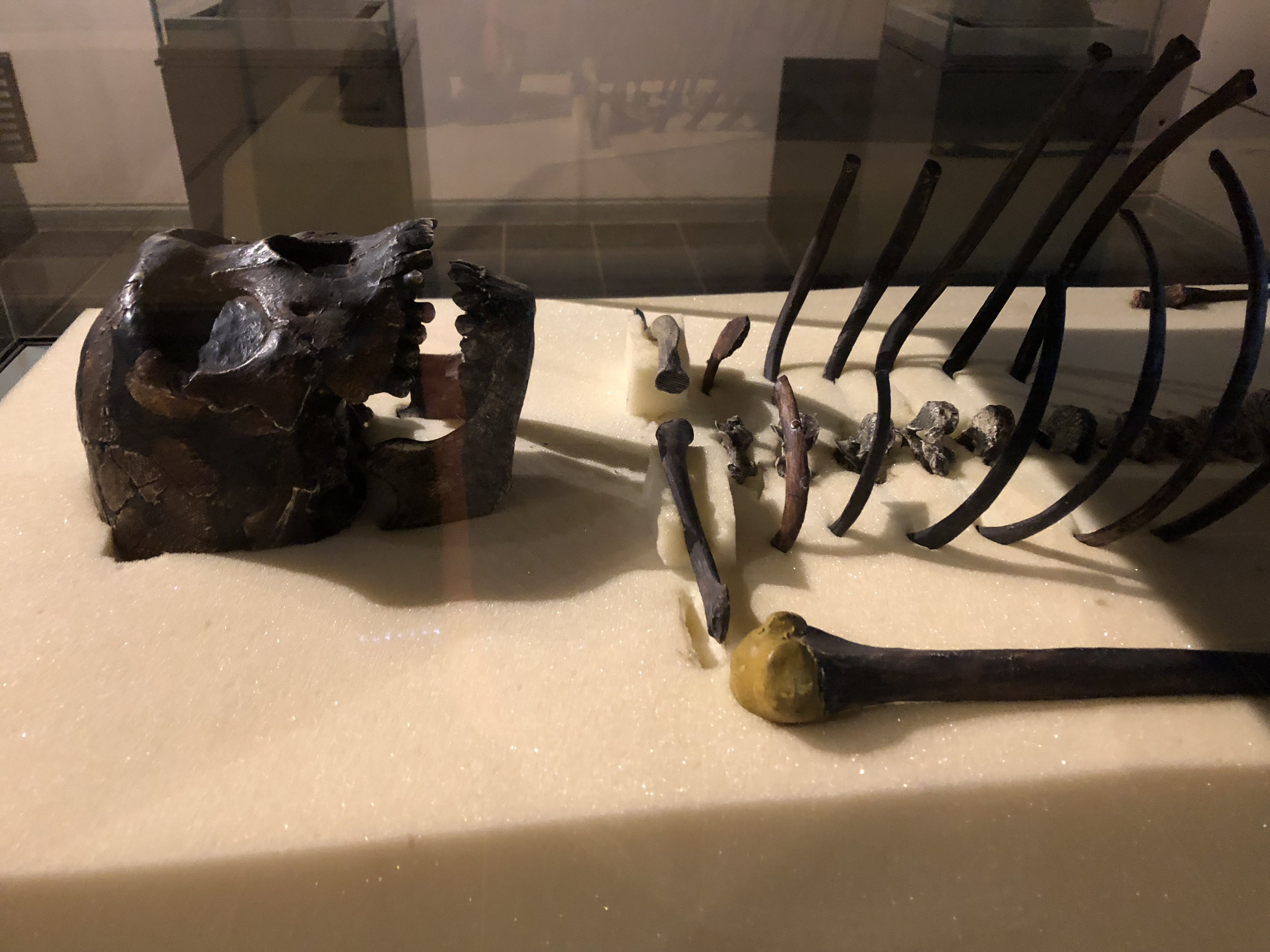
トゥルカナ・ボーイの実物。

1984年にケニアのトゥルカナ湖西岸にあるナリオコトメ川の土手から、化石蒐集家のカモヤ・キメウと古人類学者のリチャード・リーキーによって発見された。生きていたのは150万-160万年前と推定されている。両手や右上腕などを除くほぼ全身の骨が発掘され、身長は約160cmで、加えて骨の成熟具合から7-11歳の少年であったと見られている。脳の容積は1,000ccに満たなかったと推定されるが、体型的には現代人と遜色がないレベルに達している。
数多くのレプリカが製作されており、その一つは日本の国立科学博物館でも見ることができる。